# Omar Goye
Omar Goye es un político justicialista argentino, que se desempeñó como intendente de San Carlos de Bariloche desde 2011 (electo para el período 2011-2015) hasta abril de 2013 cuando se designó intendenta interina a María Eugenia Martini, del mismo partido (FPV).Durante su gestión llevó adelante una reforma Fiscal y Tarifariacon el objetivo de simplificar y ampliar la base tributaria y una moratoria vinculada a la emergencia volcánica, entre otros aspectos. 
Fue destituido en 2013. Actualmente Goye enfrenta denuncias por corrupción y cataloga su destitución de golpe institucional.[cita requerida]

## finalmente sobreseído por la corte suprema de justicia de la nación
1. ↑  http://diariochaco.com/noticia/114027/El-candidato-del-kirchnerismo-Omar-Goye-gano-la-intendencia-en-Bariloche.html
2. ↑  http://www.diariolapalabra.com.ar/noticia/40938/primeras-definiciones-econmicas-del-intendente-electo-omar-goye
3. ↑  «El juez Bonadío sobreseyó a Goye». Diario Río Negro | Periodismo en la Patagonia. 7 de febrero de 2019. Consultado el 15 de octubre de 2022.
4. ↑  http://www.cadena3.com/contenido/2013/04/08/111790.asp?titulo=Omar-Goye-fue-destituido-como-intendente-de-Bariloche

- Datos: Q11369773